# Artajerjes (Hasse)
Artajerjes  (Artaserse)  es la última de las cuatro óperas serias que el poeta italiano Pietro Metastasio (1698 – 1782) escribió para el Teatro delle Dame de Roma, siendo las otras tres Catone in Utica (1728), Semíramis reconocida (1729) y Alejandro en la India (1729). A todas ellas les puso música el compositor calabrés Leonardo Vinci (Strongoli, 1690 – Nápoles, 1730).
El libreto hace el número octavo de los 27 que escribió Metastasio, situándose entre  Alejandro en la India  (1729) y  Demetrio  (1731).
Artajerjes se representó por vez primera en el Teatro delle Dame de Roma el 4 de febrero de 1730.

## Composición
Las fuentes a las que acudió Metastasio para componer Artajerjes fueron los dramas El Cid  y Xerxes de los autores franceses Pierre Corneille y Prosper Jolyot de Crébillon respectivamente.

## EstrenoVenecia(1730)
En 1730 el compositor alemán Johann Adolph Hasse (Bergedorf, 1699 – Venecia, 1783) retomó el libreto de Metastasio, revisado por Domenico Lalli, para componer una ópera homónima, cantada en italiano y dividida en tres actos, cuyo estreno tuvo lugar en el Teatro San Juan Crisóstomo de Venecia el 21 de febrero.

## Personajes
| Personaje                                                 | Tesitura    | Reparto el 21 de febrero de 1730 Director: Johann Adolf Hasse |
| --------------------------------------------------------- | ----------- | ------------------------------------------------------------- |
| Artajerjes I (Príncipe y posterior rey del Imperio persa) | sopranista  | Filippo Giorgi                                                |
| Semira (hija de Artabano)                                 | soprano     | Maria Maddalena Pieri                                         |
| Mandane (hermana de Artajerjes)                           | soprano     | Francesca Cuzzoni Sandoni (La Parmigiana)                     |
| Arbace (hijo de Artabano)                                 | castrato    | Carlo Broschi (Farinelli)                                     |
| Megabise (general persa)                                  | contratenor | Castore Antonio Castorini                                     |
| Artabano (Capitán de la Guardia Real)                     | tenor       | Nicolò Grimaldi (Nicolini)                                    |

## EstrenoLondres(1734)

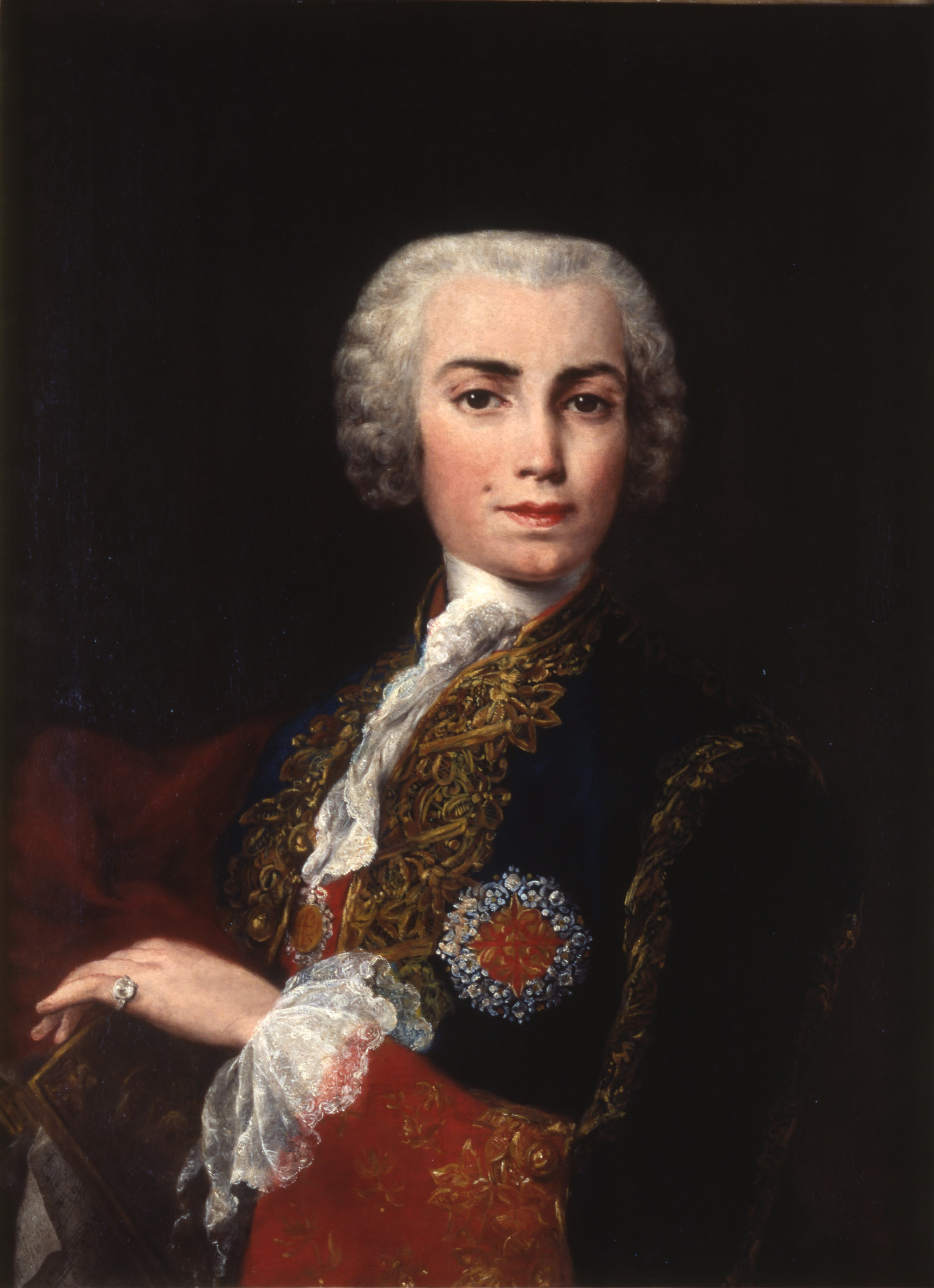
El castrato Carlo Broschi, Farinelli, (c 1750)

En 1734 Hasse, junto con los compositores Riccardo Broschi, y Nicola Porpora, retomaron el libreto de Metastasio, modificado por Domenico Lalli, para componer un pastiche homónimo, cantado en italiano y con los recitativos en inglés, cuyo estreno tuvo lugar en el  King's Theatre in the Haymarket de Londres el 29 de octubre.

## Personajes
| Personaje                                                 | Tesitura  | Reparto el 29 de octubre de 1734 Director: Riccardo Broschi |
| --------------------------------------------------------- | --------- | ----------------------------------------------------------- |
| Artajerjes I (Príncipe y posterior rey del Imperio persa) | bajo      | Antonio Montagnana                                          |
| Semira (hija de Artabano)                                 | contralto | Francesca Bertolli                                          |
| Mandane (hermana de Artajerjes)                           | soprano   | Francesca Cuzzoni Sandoni (La Parmigiana)                   |
| Arbace (hijo de Artabano)                                 | castrato  | Carlo Broschi (Farinelli)                                   |
| Rimenes (general persa)                                   | soprano   | Maria Segatti                                               |
| Artabano (Capitán de la Guardia Real)                     | castrato  | Francesco Bernardi (Senesino)                               |

Las representaciones tuvieron lugar los días 29 de octubre; 2, 5, 9, 12, 16, 19, 23, 26 y 30 de noviembre; 3, 7, 28 y 31 de diciembre de 1734; 4, 7, 11, 14, 18, 21, 25 y 28 de enero de 1735.

## EstrenoDresde(1740)

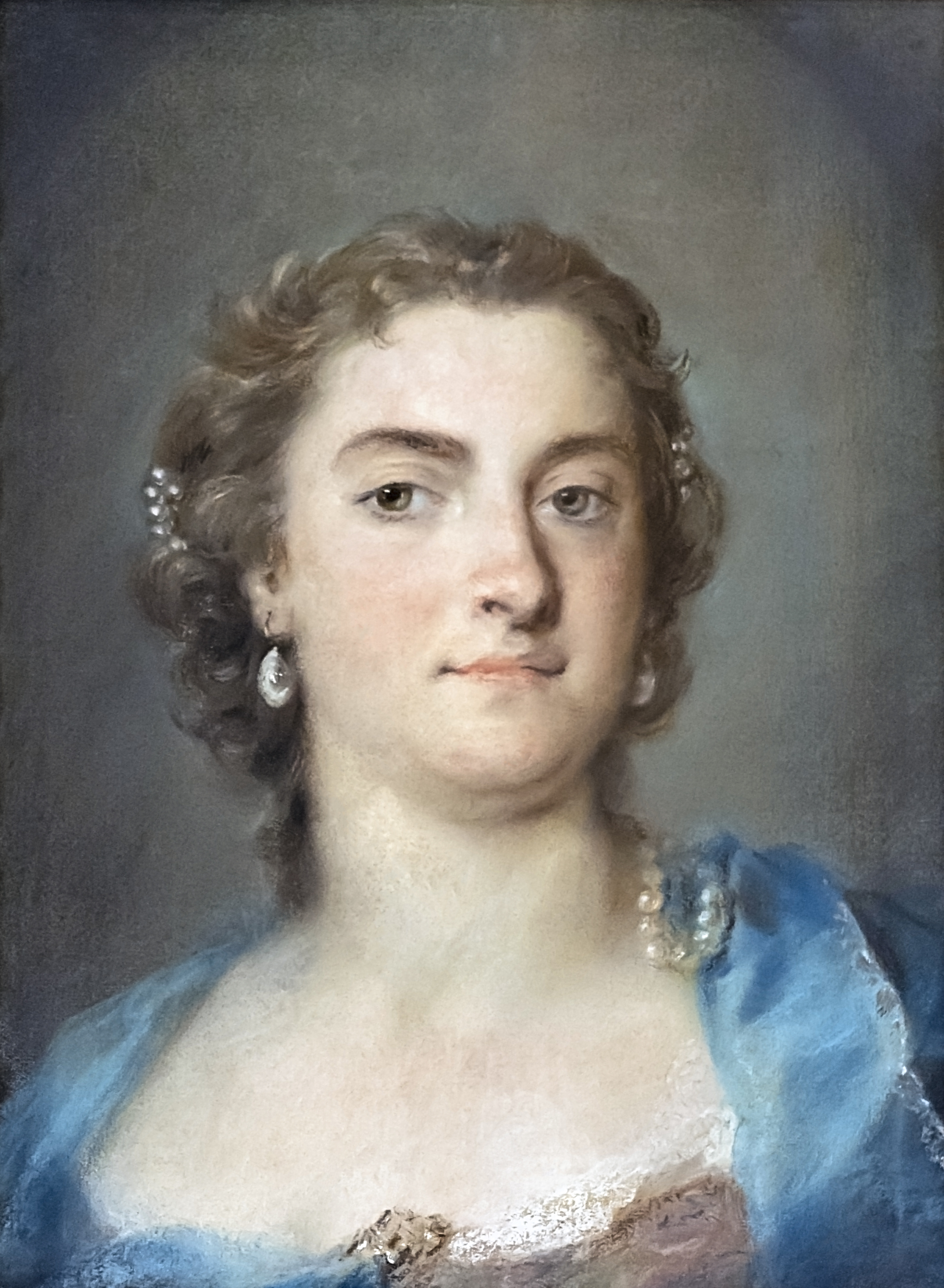
La soprano Faustina Bordoni Óleo de Rosalba Carrera

En 1740 Hasse compuso una segunda versión del Artaserse de Metastasio, con libreto revisado por Domenico Lalli, cantada en italiano y dividida en tres actos, cuyo estreno tuvo lugar en el  Hoftheater de Dresde el 9 de septiembre.

## Personajes
| Personaje                                                 | Tesitura    | Reparto el 9 de septiembre de 1740 Director: Johann Adolph Hasse |
| --------------------------------------------------------- | ----------- | ---------------------------------------------------------------- |
| Artajerjes I (Príncipe y posterior rey del Imperio persa) | sopranista  | ¿?                                                               |
| Semira (hija de Artabano)                                 | soprano     | Faustina Bordoni Hasse                                           |
| Mandane (hermana de Artajerjes)                           | soprano     | Marianna Serra                                                   |
| Arbace (hijo de Artabano)                                 | sopranista  | ¿?                                                               |
| Megabise (general persa)                                  | contratenor | ¿?                                                               |
| Artabano (Capitán de la Guardia Real)                     | tenor       | ¿?                                                               |

## EstrenoNápoles(1760)

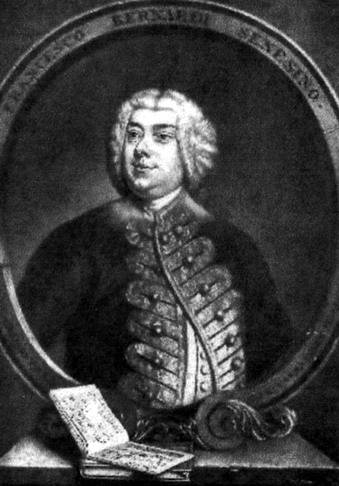
El castrato Francesco Bernardi (Senesino)

En 1760 Hasse compuso una tercera versión del Artaserse de Metastasio titulado Artaserse en Sciro, cantada en italiano y dividida en tres actos, cuyo estreno con motivo del cumpleaños del rey Carlos III de España tuvo lugar en el Teatro San Carlos de Nápoles el 20 de enero.

## Personajes
| Personaje                                                 | Tesitura     | Reparto el 20 de enero de 1760 Director: Domenico de Miccio |
| --------------------------------------------------------- | ------------ | ----------------------------------------------------------- |
| Artajerjes I (Príncipe y posterior rey del Imperio persa) | tenor        | Domenico Magalli                                            |
| Semira (hija de Artabano)                                 | mezzosoprano | Caterina Galli                                              |
| Mandane (hermana de Artajerjes)                           | soprano      | Rosa Tartaglini Tibaldi                                     |
| Arbace (hijo de Artabano)                                 | soprano      | Caterina Flavis                                             |
| Megabise (general persa)                                  | castrato     | Giovanni Manzuoli (Succianoccioli)                          |
| Artabano (Capitán de la Guardia Real)                     | bajo         | Salvatore Consorti                                          |

La escenografía estuvo a cargo de Vincenzo Re.

## Argumento

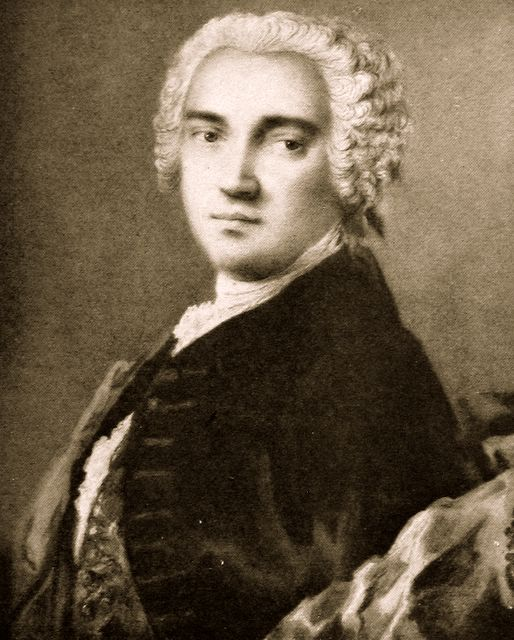
Johann Adolf Hasse

La trama se desarrolla en el año 464 a. C. en la ciudad de Persépolis, capital del Imperio Persa. 

Acto primero

El hijo de Artabano, Arbaces, ha sido deportado porque había osado amar a la hija del rey, Mandana, y ahora regresa en secreto para verla. Entre tanto, su padre ha matado al rey Jerjes para favorecer una posible ascensión de su hijo al trono; pero, lleno de miedo, Artabano da a su hijo la espada, goteando sangre todavía, y favorece su fuga.
Descubierto el asesinato, Artabano induce a Artajerjes a sospechar de Darío, su hermano menor; y el regicida, interpretando los deseos del nuevo rey, lo hace matar inmediatamente. Más tarde descubren a Arbaces con la espada que lo acusa; es hermano de Semira, a quien Artajerjes ama profundamente, por lo que el juicio es para él muy penoso.
Acto segundo 

Artabano queda encargado de juzgar al presunto asesino, su propio hijo; y este, para no traicionarlo, se declara inocente, pero se niega a revelar lo que sabe. Mandana, aunque ama a Arbaces, luchando contra sus sentimientos reclama justicia; Semira, en cambio, se muestra piadosa por la suerte de su hermano. Artabano trata de hacer huir a su hijo, pero éste se niega.
Acto tercero

El vil y ambiguo Artabano condena a su hijo Arbaces, aun sabiéndolo inocente; trata después de provocar una revuelta para derrocar al rey y liberar a su hijo, pero éste consigue aplacarla, mostrándose fiel a la corona en contra de sus propios intereses. Artajerjes se conmueve y lo libera, ofreciéndole para beber una copa envenenada que para él mismo había preparado. Artabano. Éste impide que su hijo beba y muera así envenenado, quedando al descubierto que Artabano es el verdadero regicida. Arbaces, que ha salvado la vida del soberano, ofrece noblemente la suya propia a cambio de la de su padre. A ruegos de sus hijos, Artabano será finalmente exiliado y Artajerjes se casará con Semira concediéndole al héroe Arbaces la mano de su hermana Mandana.

## Influencia
Metastasio tuvo gran influencia sobre los compositores de ópera desde principios del siglo XVIII a comienzos del siglo XIX. Los teatros de más renombre representaron en este período obras del ilustre italiano, y los compositores musicalizaron los libretos que el público esperaba ansioso. Artajerjes fue utilizada por más de 90 compositores para componer otras tantas óperas; sin embargo el paso del tiempo ha hecho caer en el olvido a todas ellas.